# Lista de ex-membros de AKB48
O girl group ídolo japonês AKB48 tem um grande número de membros que deixaram o grupo por várias razões, como por exemplo, se concentrarem em carreiras solo. Alguns membros saíram para ajudar a lançar os grupos irmãos do AKB48 . A formação de membros frequentemente muda como quando as meninas envelhecem, elas se "graduam" do grupo e são substituídas por membros promovidos dos trainees. Outros abandonaram o grupo sem qualquer graduação. Yuki Usami foi a primeira integrante a se formar no grupo em 31 de março de 2006.
Elas são apresentadas com os anos em que estavam no grupo. A lista não inclui os membros do grupo irmão do AKB48 que não faziam parte do mesmo, mas podem ter participado de seus singles, eventos e álbuns. Também não inclui as meninas que eram exclusivamente temporárias, como o Baito AKB48, a menos que seja notável.

## A

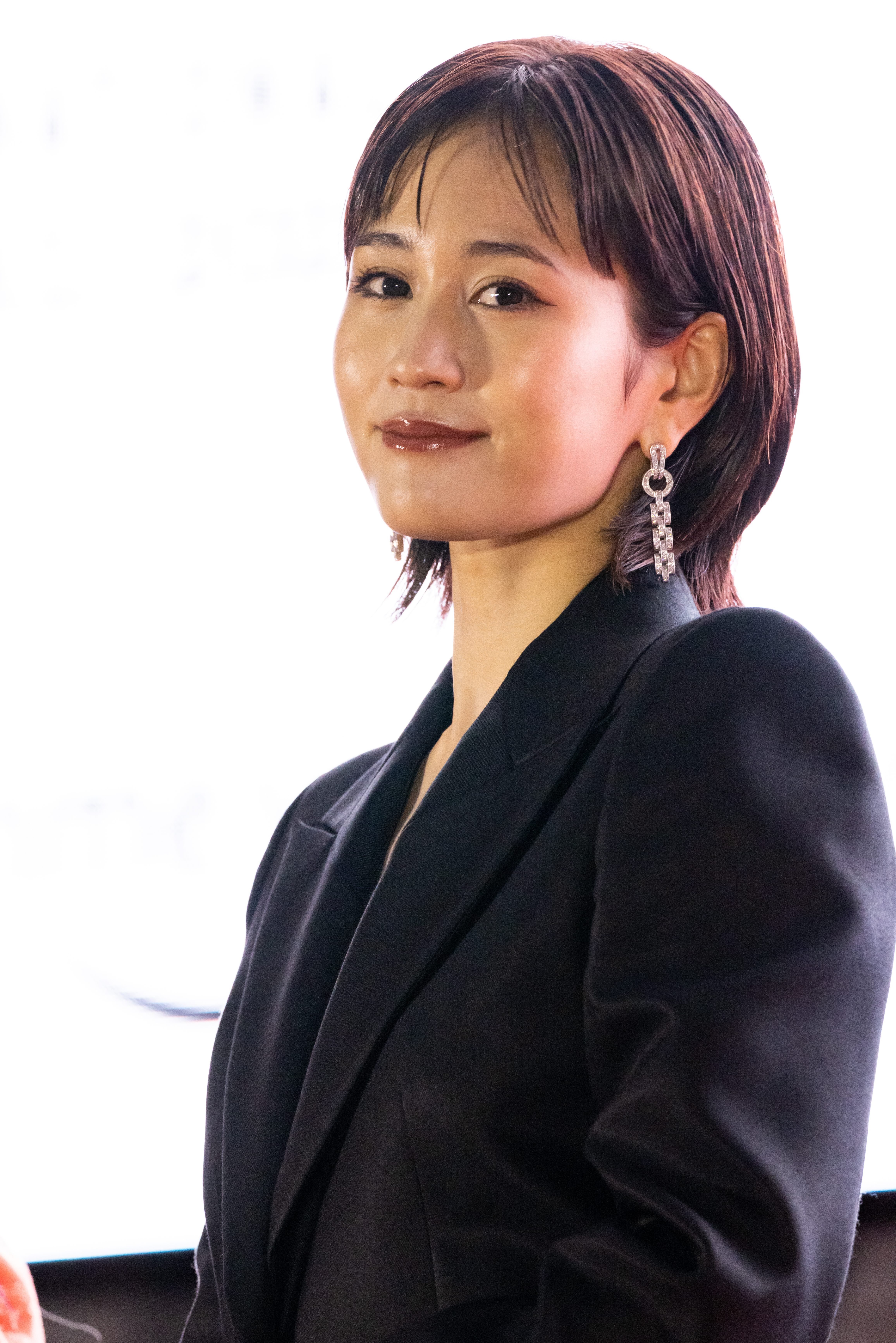
Atsuko Maeda

- Aeri Yokoshima (2013–2017)
- Ai Yamamoto (2014–2016)[3]
- Aimi Eguchi (2011–2013)[4]
- Aika Ota (2007–2012)[5]
- Aki Deguchi (2007)[6]
- Aki Takajo (2008–2016)[7][8]
- Ami Maeda (2009–2016)[9]
- Ami Yumoto (2013–2023)
- Amina Sato (2007–2014)
- Anna Iriyama (2009–2022)
- Anna Ishida (2012–2013)
- Anna Mori (2009–2011)
- Asuka Kuramochi (2007–2015)[10]
- Atsuko Maeda (2005–2012)[11][12]
- Ayaka Kikuchi (2007–2014)[13]
- Ayaka Morikawa (2010–2015)[14]
- Ayaka Okada (2011–2017)
- Ayaka Umeda (2006–2014)[15]
- Ayako Uemura (2006)
- Ayana Takada (2006–2007)[2]
- Ayano Umeta (2011–2017)
- Ayu Yamabe (2015–2023)
- Ayumi Orii (2005–2007)[2]

## C
- Chinatsu Okubora (2014)
- Chisato Nakata (2007–2017)

## E
- Erena Ono (2006–2010)
- Erena Saeed Yokota (2011–2012)[16][17][18][19]

## F
- Fuuko Yagura (2013–2015)[20][21]

## H
- Hana Tojima (2005–2008)[2]
- Haruka Ishida (2007–2016)[22]
- Haruka Kodama (2013–2017)[23]
- Haruka Nakagawa (2006–2012)[24]
- Haruka Katayama (2007–2014)[25]
- Haruka Kohara (2007–2010)[2]
- Haruka Shimada (2009–2017)
- Haruka Shimazaki (2009–2016)[26]
- Haruna Kojima (2005–2017)[27]
- Hatsuka Utada (2016–2023)[28]
- Hijiri Tanikawa (2014-2019)[29]
- Hikari Hashimoto (2012–2015)
- Hinano Noda (2016–2019)
- Hitomi Komatani (2005–2008)[2]

## I
- Ikumi Nakano (2014-2019)[30]

## J
- Juri Takahashi (2012–2019)[31]

## K
- Kana Kobayashi (2006–2016)[32]
- Kaori Inagaki (2016–2022)
- Kaoru Hayano (2006–2009)[2]
- Kaoru Mitsumune (2011–2012)[33]
- Karen Iwata (2011–2016)
- Karen Yoshida (2015–2023)
- Kasumi Mogi (2014–2018)
- Kayano Masuyama (2005–2007)[2]
- Kayo Noro (2006–2010)[2]
- Kazumi Urano (2005–2010)[2]
- Kotone Hitomi (2014-2019)[34]
- Kurena Cho (2014–2019)[35]
- Kyoka Yamada (2017–2023)

## M

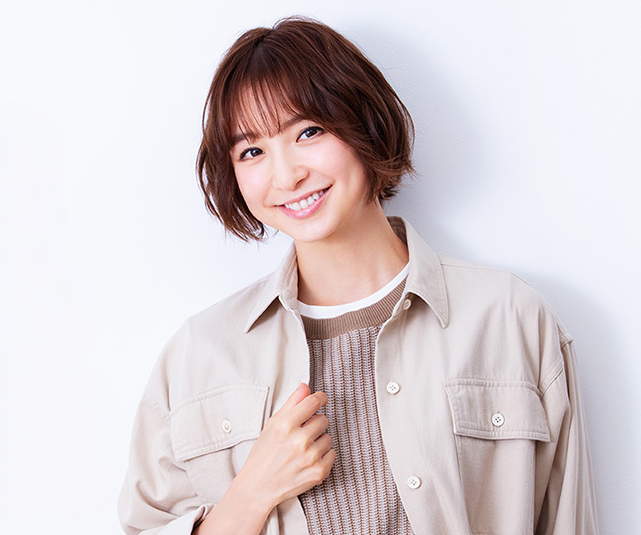
Mariko Shinoda

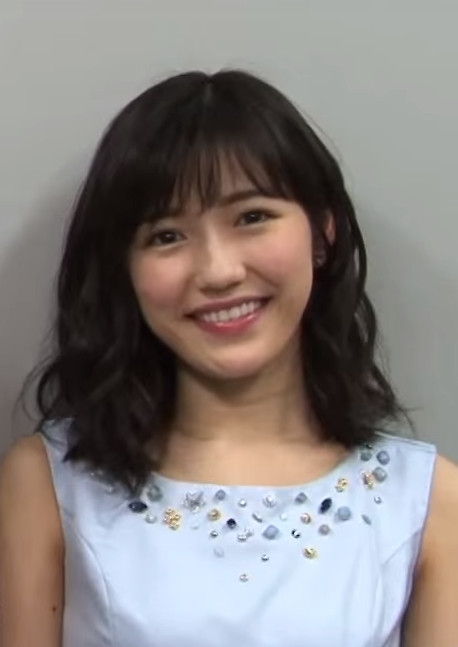
Mayu Watanabe

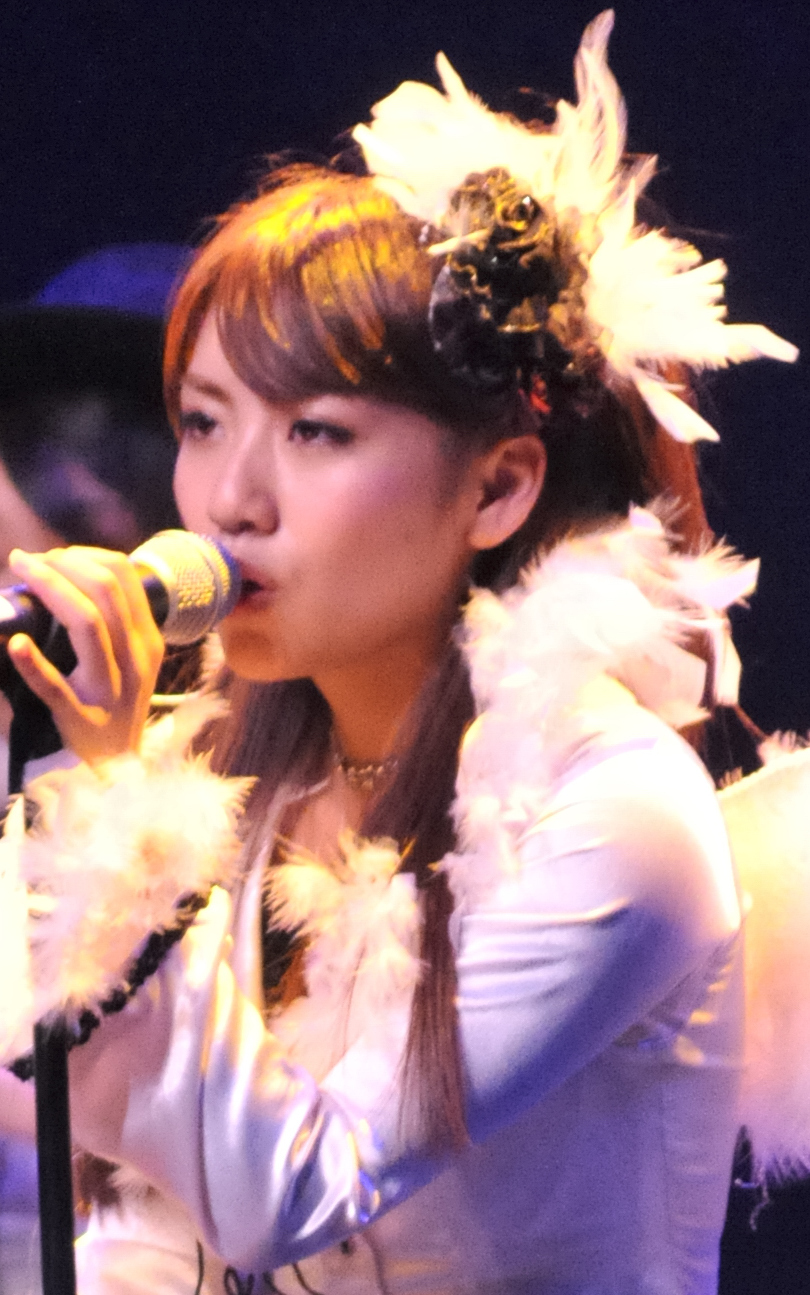
Minami Takahashi

- Mai Oshima (2005–2009)[2]
- Mako Kojima (2012–2019)[36]
- Manami Ichikawa (2013–2023)
- Manami Oku (2006–2011)
- Mariko Nakamura (2009–2017)
- Mariko Shinoda (2006–2013)[37][38][39][40]
- Mariko Tsukamoto (2014)[41][42][43][44]
- Marina Kobayashi (2010–2015)[45]
- Mariya Nagao (2009–2016)
- Mariya Suzuki (2009–2017)
- Mayumi Uchida (2007–2015)
- Mayu Ogasawara (2014–2016)[46]
- Mayu Watanabe (2007–2017)
- Megumi Ohori (2006–2010)[2]
- Mei Abe (2014–2017)[47][48]
- Michiru Hoshino (2005–2007)[2]
- Mina Oba (2009–2014)
- Mika Komori (2008–2013)[49]
- Mika Saeki (2007–2009; 2014–2015)[2]
- Miki Nishino (2012–2017)
- Miku Tanabe (2007–2017)
- Minami Takahashi (2005–2016)
- Mio Tomonaga (2014–2018)
- Miori Ichikawa (2010–2014)[15]
- Miru Shiroma (2015–2018)[20]
- Misaki Iwasa (2009–2016)
- Misaki Taya (2016–2019)
- Misato Nonaka (2008–2014)
- Mitsuki Maeda (2012–2015)
- Miyabi Iino (2014–2018)[50][51]
- Miyu Takeuchi (2009–2019)[52]
- Miyu Yoshino (2014–2017)[53]
- Miyuki Watanabe (2012–2016)
- Mizuki Tsuchiyasu (2013–2015)
- Moe Aigasa (2011–2017)[54]
- Moeka Iwasaki (2014–2016)[3]
- Moeno Nito (2007–2013)
- Moeri Kondo (2014–2016)[55]
- Moka Yaguchi (2014–2018)[56]

## N

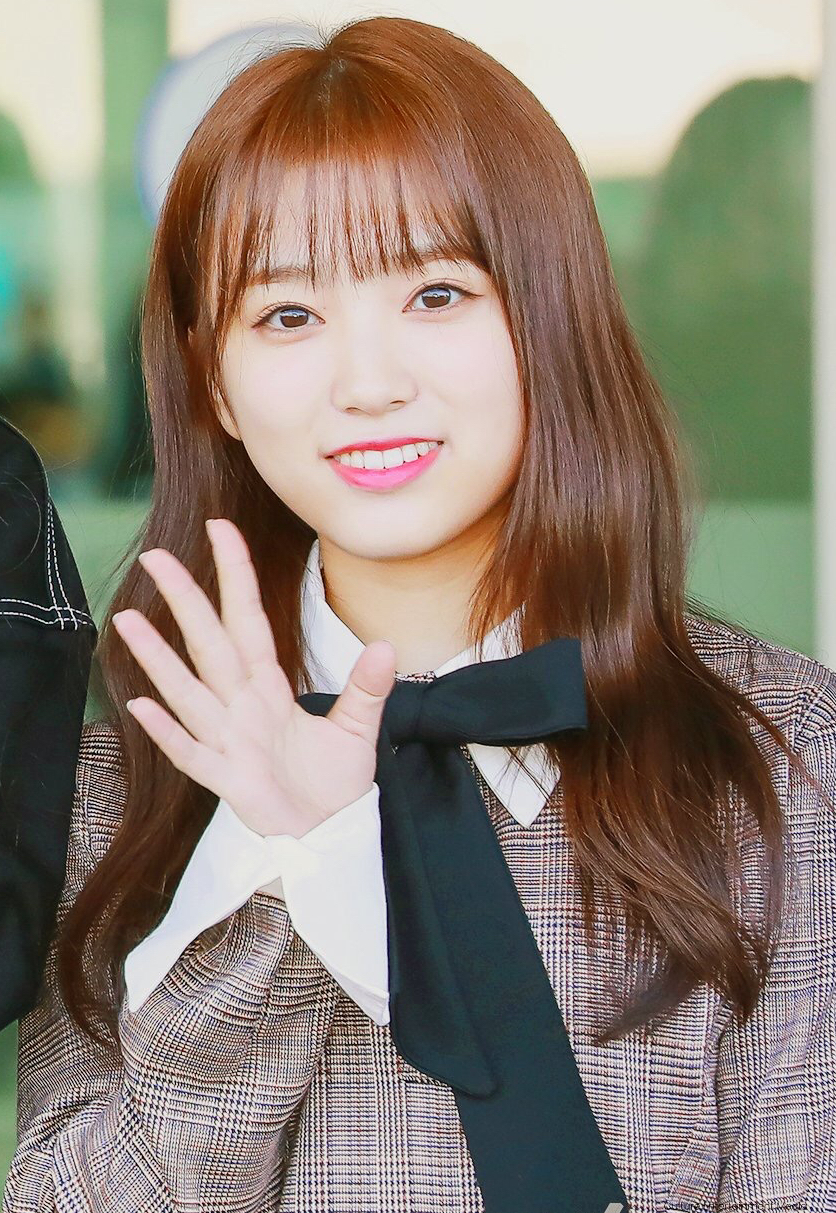
Nako Yabuki

- Nagisa Shibuya (2014–2018)
- Nako Yabuki (2015–2018)[20]
- Nana Fujita (2012–2019)[57]
- Nana Owada (2013–2017)
- Nanami Yamada (2014-2019)[58]
- Nanase Yoshikawa (2014–2023)
- Nao Furuhata (2014–2015)[59][60][61]
- Naru Inoue (2007–2009)[2]
- Natsuki Fujimura (2014–2016)[3]
- Natsuki Hirose (2014–2018)
- Natsuki Kojima (2010–2018)[62]
- Natsuki Sato (2006–2012)
- Natsuki Uchiyama (2012–2016)[63]
- Natsumi Hirajima (2005–2012)[64]
- Natsumi Matsubara (2006–2013)
- Nozomi Kawasaki (2005–2009)[2]

## R

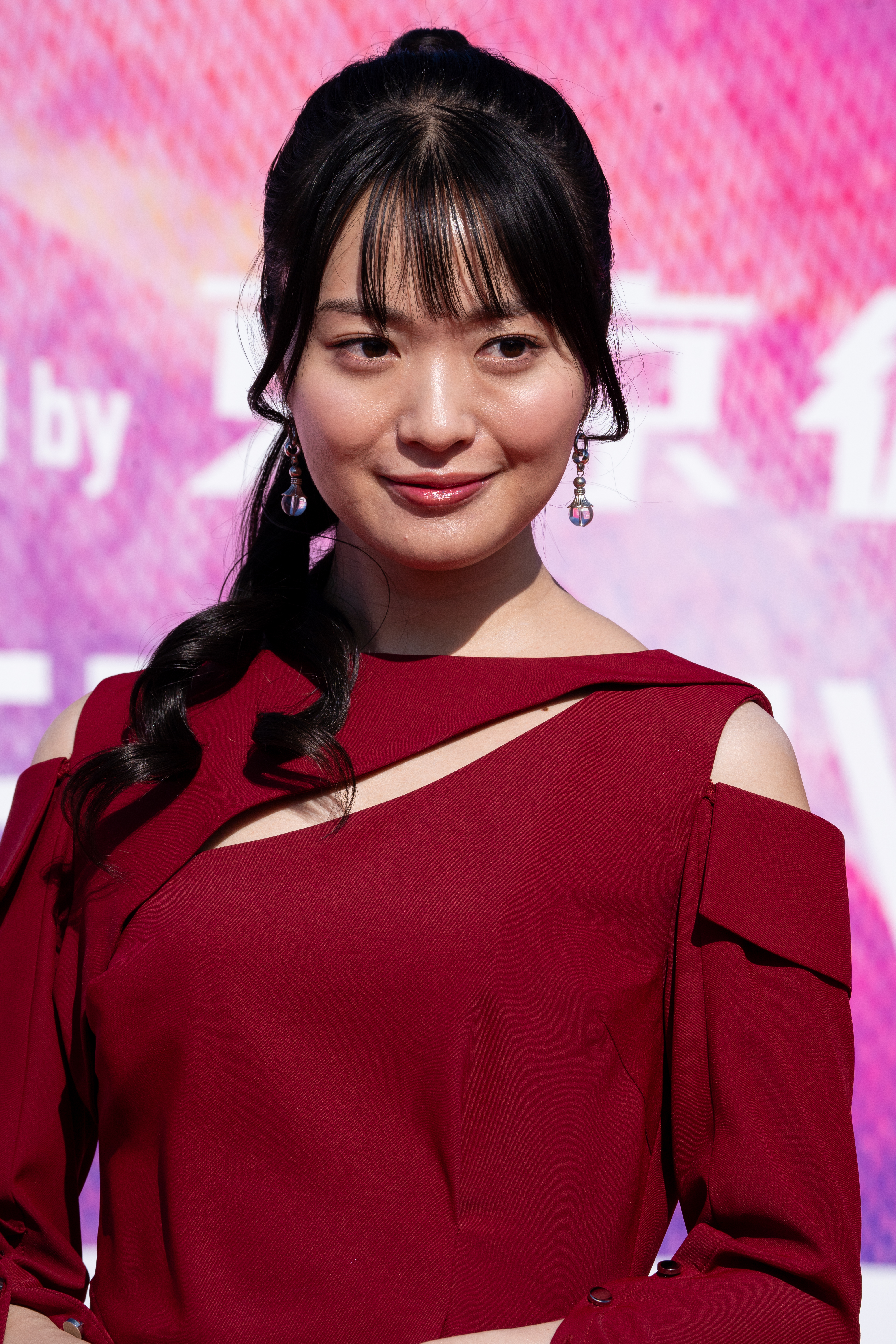
Rie Kitahara

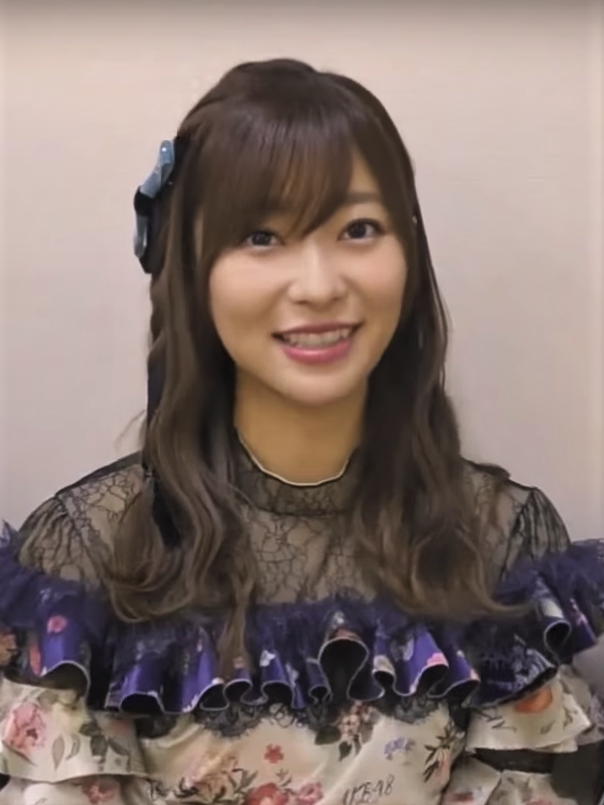
Rino Sashihara

- Reina Fujie (2007–2014)[65]
- Reina Kita (2014–2016)[55]
- Reina Noguchi (2007–2009)[2]
- Rena Fukuchi (2014–2017)[66]
- Rena Nishiyama (2013–2015)[67]
- Rena Nozawa (2011–2019)
- Rie Kitahara (2007–2015)[68]
- Riho Kotani (2012–2015)[20]
- Rio Okawa (2013–2018)[69]
- Rina Chikano (2007–2014)[15]
- Rina Hirata (2011–2016)[70][20]
- Rina Ikoma (2014–2015)[20][71]
- Rina Izuta (2010–2017)[15]
- Rina Kawaei (2010–2015)[68]
- Rina Nakanishi (2005–2008)[2]
- Rino Sashihara (2008–2012)[72]
- Riona Hamamatsu (2014–2017)
- Risa Narita (2005–2008)[2]
- Risa Naruse (2007–2009)[2][73]
- Rumi Yonezawa (2007–2012)[64]
- Ryoha Kitagawa (2015–2018)[20]
- Ryoka Oshima (2011–2017)

## S
- Sae Miyazawa (2006–2013)[74]
- Sakiko Matsui (2009–2015)[75]
- Sakura Miyawaki (2014–2018)
- Sayaka Akimoto (2006–2013)[37][38][76]
- Sayaka Nakaya (2007–2013)
- Sayaka Yamamoto (2014–2016)
- Shiho Watanabe (2005–2007)[2]
- Shihori Suzuki (2009–2015)
- Shiori Nakamata (2010–2013)[77][78][79]
- Shiori Sato (2014-2019)[80]
- Sumire Sato (2008–2014)[15]
- Suzuran Yamauchi (2009–2014)

## T

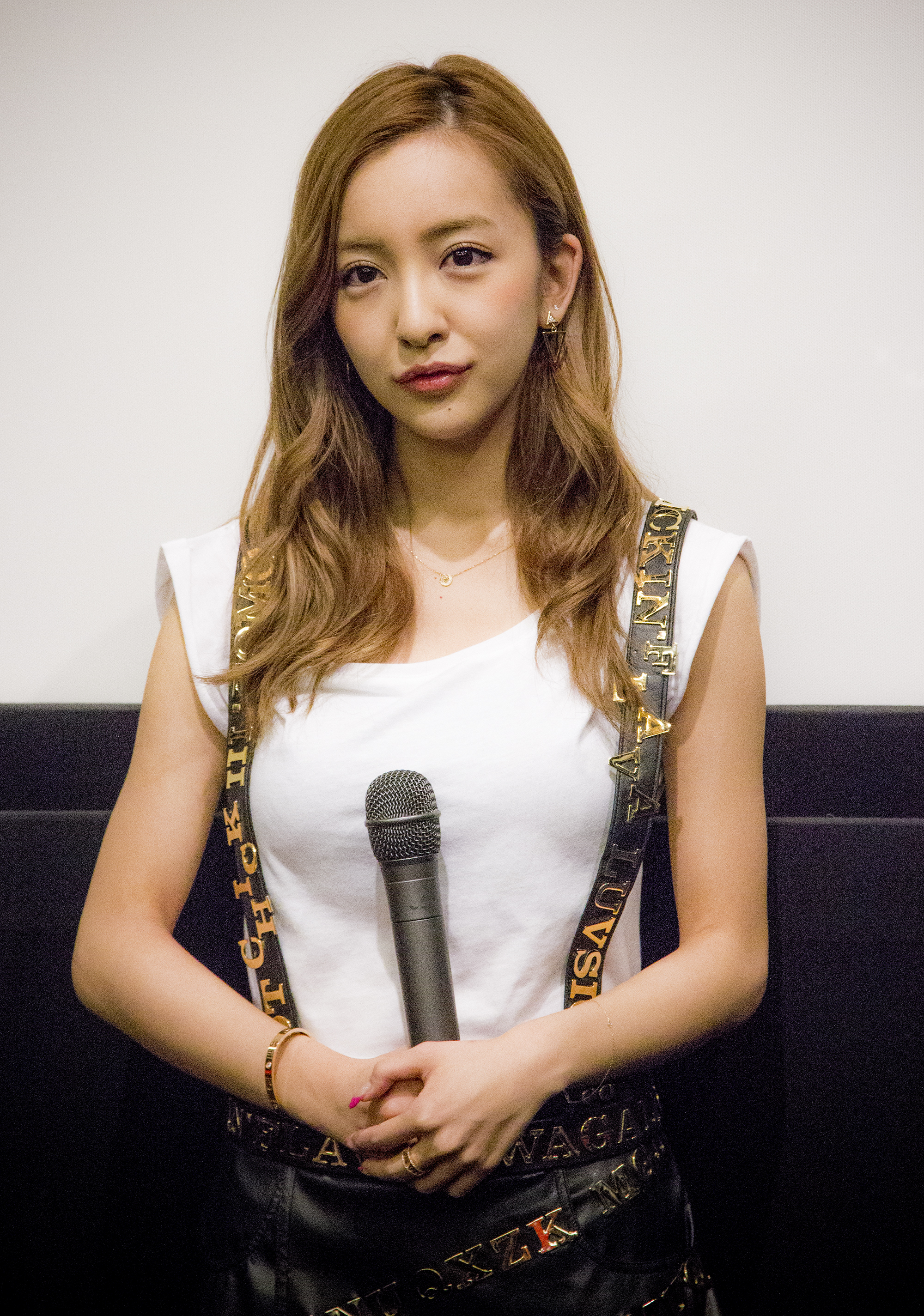
Tomomi Itano

- Tomomi Itano (2005–2013)[37][38][76]
- Tomomi Kasai (2006–2013)[81]
- Tomomi Nakatsuka (2007–2013)
- Tomomi Ōe (2005–2008)[2]
- Tsumugi Hayasaka (2014–2018)

## W
- Wakana Natori (2010–2015)

## Y
- Yū Imai (2006–2007)[2]
- Yui Moriwaki (2014–2015)
- Yuka Masuda (2006–2012)
- Yukari Sato (2005–2010)[2]
- Yuki Matsuoka (2007–2009)[2]
- Yuki Usami (2005–2006)[2]
- Yuko Oshima (2006–2014)
- Yuri Tani (2014–2017)
- Yuri Yokomichi (2014-2019)[82]
- Yuria Kizaki (2014–2017)[83]
- Yurina Takashima (2011–2014)
- Yuka Nakanishi (2007–2008)[84]
- Yuzuka Yoshihashi (2018–2023)
- Yuuka Tano (2011–2018)